# Ахмад-паша
Ахмад-паша (араб. أحمد باشا ‎, груз. აჰმედ ფაშა; ум. 1747) — османский паша грузинского происхождения, правитель Багдадского пашалыка (1723—1734 и 1736—1747) из мамлюкской династии.

## Биография
Ахмад Паша был сыном и преемником Хасана-паши. В 1715 году Ахмед-паша был назначен на пост губернатора Басрского эялета. После смерти Хасана-паши Ахмад-паша стал правителем в пашалыках Багдад, Басра и Шахризор, а пашалык Мосул был под властью иракской династии Джалили.
Как и его отец он нанимал мамлюков на ключевые административных и военные должности. Продолжая политику Хасана-паши Ахмад-паша наводил порядок в Ираке, подчинял непокорные бедуинские племена и обеспечил стабильный притока налогов в казну, а также занимался обороной Ирака от угрозы военной экспансии Сефевидов. Для обороны страны Ахмад-паша создал элитное подразделение «Грузинская гвардия» состоящее из 2000 мамлюков. Ахмад-паша принимал активное участие в Османо-сефевидских войнах 1723—1727, 1730—1736 и 1743—1746 годов. Перерыв в его правлении Ираком с 1734 по 1736 год был вызван тем, что в войне с Персией он проявил себя слишком самостоятельно. За это Махмуд I отстранил его от управления Ираком и отправил в Алеппо, а единый иракский эялет был разделен на Багдадский и Басрский эялеты. Но вторжение персов в 1736 году вынудило султана вернуть в Багдад Ахмеда-пашу, где он правил самостоятельно еще 11 лет. Умер Ахмад-паша в 1747 году ему унаследовал его зять Сулейман Абу-Лейла.